# Castro, Lombardiet
Castro är en ort och kommun i provinsen Bergamo i regionen Lombardiet i Italien. Kommunen hade 1 922 invånare (2018). Den ligger vid Iseosjön.